# Fethiye (Malatya)
Fethiye ist eine Gemeinde in der Provinz Malatya in Ostanatolien (Türkei).
Fethiye liegt etwa 5 km nordwestlich der Kreisstadt Yazıhan. Die Provinzhauptstadt Malatya erreicht man auf der Straße D850 nach ca. 45 km. Im Norden grenzen die Landkreise Hekimhan und Arguvan, im Osten die Stadt Elazığ, im Südosten der Landkreis Battalgazi, im Süden die Landkreise Malatya (Provinzhauptstadt) und Akçadağ sowie im Westen der Landkreis Darende an.  
Fethiye ist neben der Kreisstadt die einzige Gemeinde im Landkreis mit einem eigenen Bürgermeister. Die Bevölkerung besteht größtenteils aus kurdischen muslimischen Aleviten und armenischen Christen.

## Sehenswürdigkeiten
In etwa 20 km Entfernung von Fethiye liegt der Stausee Firat Nehri (Euphrat), der ein Teil des sogenannten Südostanatolien-Projekts (Güneydoğu Anadolu Projesi, kurz GAP) – ein gigantisches Staudammbauprogramm zur Gewinnung von Elektroenergie und Bewässerungswasser – ist. Das GeoForschungsZentrum Potsdam betreibt in der näheren Umgebung eine GEOFON/MedNet Station. Das Dorf hat auch eine Moschee, sowie den Bayram Tepe (15–20 m hoher Berg), der nur 50 m vom Dorf entfernt ist, aber trotzdem zu Fethiye gehört.

## Partnerstädte
- Ober-Ramstadt, seit 2004. (Etwa 85 % der aus der Türkei kommenden Einwohner Ober-Ramstadts stammen aus Fethiye-Malatya.)